# Niagara (condado de Marinette, Wisconsin)
Niagara es un pueblo ubicado en el condado de Marinette en el estado estadounidense de Wisconsin. En el Censo de 2010 tenía una población de 853 habitantes y una densidad poblacional de 4,82 personas por km².

## Geografía
Niagara se encuentra ubicado en las coordenadas 45°43′18″N 87°56′9″O / 45.72167, -87.93583. Según la Oficina del Censo de los Estados Unidos, Niagara tiene una superficie total de 177 km², de la cual 173.94 km² corresponden a tierra firme y (1.73%) 3.06 km² es agua.

## Demografía
Según el censo de 2010, había 853 personas residiendo en Niagara. La densidad de población era de 4,82 hab./km². De los 853 habitantes, Niagara estaba compuesto por el 98.94% blancos, el 0% eran afroamericanos, el 0.12% eran amerindios, el 0.59% eran asiáticos, el 0% eran isleños del Pacífico, el 0% eran de otras razas y el 0.35% pertenecían a dos o más razas. Del total de la población el 0.47% eran hispanos o latinos de cualquier raza.